# Рудянка
Рудянка — река в России, протекает в западной части Усть-Цилемского района Республики Коми. Устье реки находится в 158 км по левому берегу реки Цильма. Длина реки составляет 67 км. Высота истока — выше 137 м над уровнем моря. Высота устья — 42,6 м над уровнем моря.
Основные притоки: Средняя Рассоха (правый), Верхняя Рассоха (левый).

## Данные водного реестра
По данным государственного водного реестра России относится к Двинско-Печорскому бассейновому округу, водохозяйственный участок реки — Печора от водомерного поста Усть-Цильма и до устья, речной подбассейн реки — бассейны притоков Печоры ниже впадения Усы. Речной бассейн реки — Печора.
Код объекта в государственном водном реестре — 03050300212103000079493.